# Cérémonie de clôture des Jeux olympiques d'été de 2012
Pour un article plus général, voir Jeux olympiques d'été de 2012.
La cérémonie de clôture des Jeux olympiques de Londres, nommée A Symphony of British Music (Une symphonie de musique britannique) a lieu le 12 août 2012 dans le stade olympique de Londres. La diffusion dans le monde entier a commencé à 21 h 0 GMT (UTC +1) et s'est terminé à 0 h 11 soit une durée totale de 3 heures et 11 minutes. L'audience globale est estimée à 750 millions de téléspectateurs.
La cérémonie comprend la remise des médailles du marathon hommes, le transfert du drapeau olympique à la prochaine ville hôte pour les Jeux olympiques d'été de 2016 à Rio de Janeiro entre le maire de Londres Boris Johnson et le maire de Rio de Janeiro Eduardo Paes.
La flamme olympique est éteinte le 13 août 2012 à 0 h 01 GMT pour symboliser la fin des Jeux. Elle sera rallumée à Sotchi en Russie lors de la cérémonie d'ouverture des Jeux olympiques d'hiver de 2014.

## Les artistes et titres joués durant la cérémonie
- Emeli Sandé – Read All About It (Part III) et Imagine
- Urban Voices Collective – Because
- Collectif Paris Africa - Des ricochets
- Julian Lloyd Webber avec l'orchestre symphonique de Londres – Salut d'Amour
- Madness featuring the Hackney Colliery Band – Our House
- Household Division Ceremonial State Band  – Parklife
- Pet Shop Boys – West End Girls
- One Direction – What Makes You Beautiful
- The Beatles – A Day in the Life
- Ray Davies – Waterloo Sunset
- Emeli Sande – Read All About It (Part III) [Reprise]
- Ne-Yo / Pitbull - Give me everything
- Orchestre symphonique de Londres – Parade of Nations/Athletes (reprise de David Arnold)
- Elbow, the Urban Voices Collective, London Symphony Orchestra – Open Arms
- Elbow et l'Urban Voices Collective & London Symphony Orchestra – One Day Like This
- Madness et le Hackney Colliery Band – Our House [Reprise]
- Household Division Ceremonial State Band  – Parklife (reprise de Blur) [Reprise]
- Pet Shop Boys – West End Girls [Reprise]
- One Direction – What Makes You Beautiful [Reprise]
- Kate Bush – Running Up that Hill [A Deal with God Remix]
- Urban Voices Collective – Here Comes the Sun
- David Arnold – Medal Ceremony
- Queen – Bohemian Rhapsody
- Chœurs de l'Orchestre philharmonique royal de Liverpool – Imagine (reprise de John Lennon)
- George Michael – Freedom '90, White Light
- Kaiser Chiefs – Pinball Wizard
- David Bowie – Space Oddity, Changes, Ziggy Stardust, The Jean Genie, Rebel Rebel, Diamond Dogs, Young Americans, Let's Dance, Fashion
- Annie Lennox – Little Bird
- Ed Sheeran featuring Nick Mason, Mike Rutherford, et Richard Jones – Wish You Were Here
- Russell Brand featuring the London Symphony Orchestra – Pure Imagination
- Russell Brand featuring Bond – I Am the Walrus (The Beatles cover)
- Fatboy Slim – Right Here, Right Now
- Fatboy Slim – The Rockafeller Skank
- Jessie J – Price Tag
- Rebel - Black Pearl
- Tinie Tempah et Jessie J – Written in the Stars
- Taio Cruz – Dynamite
- Bee Gees, Jessie J, Tinie Tempah et Taio Cruz – You Should Be Dancing
- Spice Girls – Wannabe
- Spice Girls – Spice Up Your Life
- Beady Eye – Wonderwall
- Electric Light Orchestra – Mr. Blue Sky
- Eric Idle – Always Look on the Bright Side of Life
- Muse – Survival
- Freddie Mercury – Day-O
- Brian May et Roger Taylor – Brighton Rock
- Brian May et Roger Taylor feat. Jessie J – We Will Rock You
- Orchestre philharmonique de Londres – Hymne à la Liberté
- Marisa Monte – Bachianas brasileiras n° 5
- BNegão – Maracatu Atômico
- Seu Jorge –Nem vem que não tem
- Marisa Monte, BNegão & Seu Jorge – Aquele Abraço
- London Symphony Orchestra – Extinguishing the Flame
- Take That – Rule the World
- John Barry – The John Dunbar Theme de Danse avec les loups
- David Arnold – Spirit of the Flame
- The Who – Baba O'Riley
- The Who – See Me, Feel Me, Listening to You, My Generation

Autre événement
En parallèle, un concert de clôture a eu lieu, organisé par BT London Live à Hyde Park. Il réunissait en vedette Blur, New Order, The Specials et Bombay Bicycle Club.

## Chefs d'État et de gouvernement présents
- David Cameron, premier ministre du Royaume-Uni

## Autres personnalités présentes
- Boris Johnson, maire de Londres
- Eduardo Paes, maire de Rio de Janeiro
- Catherine Middleton , duchesse de Cambridge
- Jacques Rogge, président du CIO
- Pelé, footballeur brésilien
- Sebastian Coe, président du comité  d'organisation
- le prince Harry de Galles